# Host (album)
Host je sedmi studijski album britanskog gothic metal-sastava Paradise Lost. Diskografska kuća EMI objavila ga je 24. svibnja 1999.

## O albumu
Sastav se na uratku dodatno odmaknuo od prijašnjeg metal-stila prema melankoličnijem synthpopu s primjesama podžanrova elektroničke glazbe poput downtempa, leftfielda i trancea. Pjesme uglavnom sadrže programirane bubnjeve i sintesajzerske melodije, a pripjevima su dodane jednostavne rock-dionice na gitari. Pjevač Nick Holmes pjeva jednostavne melodije koristeći se čistim vokalima koji su često udvostručeni i u harmoniji. Skladbe su stoga stilski slične uradcima izvođača kao što su Psykosonik i Depeche Mode.

## Objava i promidžba
Za singlove „So Much Is Lost” i „Permanent Solution” snimljeni su glazbeni spotovi. Holmes i gitarist Greg Mackintosh izjavili su da su uložili više novca u snimanje tih spotova nego u izradu prijašnjih spotova.
Zbog ozljede Mackintosh je često svirao klavijature umjesto gitare tijekom promidžbene turneje za album, a gitaru je svirao njegov tehničar za gitaru Milton „Milly” Evans.
Uradak je remasteriran i ponovno objavljen 2018.

## Reakcije
Premda je uradak dobio dobre kritike, mišljenja o njemu i dalje su podijeljena. Holmes je u intervjuu iz 2007. izjavio:
Aaron Aedy, drugi gitarist skupine, spomenuo je da je to „najmračniji” album Paradise Losta i komentirao je da sastav nije bio zadovoljan produkcijom.
Uradak je naposljetku nadahnuo Holmesa i Mackintosha da pokrenu sporedni projekt Host. U priopćenju za tisak o osnutku projekta Mackintosh je izjavio da su „uvijek stajali iza Hosta”.

## Popis pjesama
Tekstovi: Nick Holmes, glazba: Gregor Mackintosh.
| 1.    | »So Much Is Lost«    | 4:15 |
| 2.    | »Nothing Sacred«     | 4:01 |
| 3.    | »In All Honesty«     | 4:02 |
| 4.    | »Harbour«            | 4:23 |
| 5.    | »Ordinary Days«      | 3:28 |
| 6.    | »It's Too Late«      | 4:43 |
| 7.    | »Permanent Solution« | 3:16 |
| 8.    | »Behind the Grey«    | 3:13 |
| 9.    | »Wreck«              | 4:40 |
| 10.   | »Made the Same«      | 3:33 |
| 11.   | »Deep«               | 3:59 |
| 12.   | »Year of Summer«     | 4:16 |
| 13.   | »Host«               | 5:11 |
| 53:00 |                      |      |

## Recenzije
| Recenzije       | Recenzije |
| Izvor           | Ocjena    |
| --------------- | --------- |
| AllMusic        | [ 8 ]     |
| Distorted Sound | 8/10      |
| Laut.de         | [ 10 ]    |
| Sputnikmusic    | 3,3/5     |

Dobio je uglavnom pozitivne kritike. Antti J. Ravelin dao mu je tri zvjezdice od njih pet u recenziji za AllMusic i zaključio je kako je označio „velik korak za Paradise Lost na umjetničkoj i progresivnoj razini” te da „nema dosadnih trenutaka” na njemu. U osvrtu za Laut.de Florian Schade dao mu je četiri zvjezdice od njih pet napisavši da su članovi sastava „dobri domaćini (hosts)” na uratku i da je „svim pjesmama zajedničko to što sadrže pamtljive melodije”.
Sputnikmusicov recenzent dao mu je 3,3 boda od njih pet izjavivši da „uspješno proširuje zvuk Paradise Losta” premda „nije lišen mana” i da „katkad zvuči jednolično”. U recenziji remasterirane inačice za Distorted Sound Danny Sanderson dao mu je osam bodova od njih deset i komentirao je da je to „izvrstan spoj elektroničke glazbe, gotha, rocka i metala kojem se ništa ne može zamjeriti” te da je to „jedan od zanemarenih i podcijenjenih klasika sastava”.

## Zasluge
| Paradise Lost - Nick Holmes – vokal - Greg Mackintosh – gitara, klavijatura, programiranje, aranžman za gudaća glazbala - Aaron Aedy – gitara - Stephen Edmondson – bas-gitara - Lee Morris – bubnjevi Ostalo osoblje - Matt Cullen – dodatni inženjer zvuka - Howie Weinberg – mastering - Paul Postle – fotografija - Stylorouge – dizajn, umjetnički direktor | Dodatni glazbenici - Steve Lyon – programiranje; produkcija, miksanje, inženjer zvuka - Audrey Riley – violončelo, aranžman za gudaća glazbala - Leo Payne – violina - Chris Tombling – violina - Susan Dench – viola - Gini Ball – violina - Dinah Beamish – violončelo - Shereena Smith – prateći vokal (na 1., 3., 4., 5., 6. i 13. pjesmi) |

## Ljestvice
| Ljestvica                                    | Najviša pozicija |
| -------------------------------------------- | ---------------- |
| Austrija                                     | 33.              |
| Finska                                       | 7.               |
| Francuska                                    | 67.              |
| Norveška                                     | 38.              |
| Njemačka                                     | 4.               |
| Škotska                                      | 96.              |
| Švedska                                      | 19.              |
| Ujedinjeno Kraljevstvo                       | 61.              |
| Ujedinjeno Kraljevstvo (Rock & Metal Albums) | 3.               |